# Please Hold to My Hand
"Please Hold to My Hand" es el cuarto episodio de la primera temporada de la serie de televisión de drama postapocalíptico estadounidense The Last of Us. Escrita por el cocreador de la serie Craig Mazin y dirigida por Jeremy Webb, se emitió en HBO el 5 de febrero de 2023. En este episodio, Joel (Pedro Pascal) y Ellie (Bella Ramsey) se encuentran con una emboscada en Kansas City, Misuri. En otra parte de la ciudad, la líder de los bandidos Kathleen (Melanie Lynskey), su segundo al mando Perry (Jeffrey Pierce) y su grupo buscan a Henry (Lamar Johnson) y su hermano Sam (Keivonn Montreal Woodard).
Kansas City reemplazó a Pittsburgh, como se ve en el videojuego en el que se basa la serie, ya que Mazin encontró que la ubicación de producción en Calgary se parecía más a la ciudad y la distancia a Kansas City justificaba un desarrollo adicional del personaje. Los escritores sintieron que adaptar la serie a la televisión les daría la oportunidad de explorar personajes como Kathleen y Perry, que no estaban en el juego. El episodio recibió críticas positivas, con elogios por su escritura, dirección, cinematografía y actuaciones de Lynskey, Pascal y Ramsey. Fue visto por 7,5 millones de espectadores en su primer día.

## Trama
Mientras conducen hacia Wyoming, Joel le cuenta a Ellie sobre su pasado con su hermano Tommy: después del brote, se hicieron cercanos a un grupo de sobrevivientes que viajaban a Boston, donde conocieron a Tess y Marlene; Tommy, siempre buscando algo por lo que luchar, fue fácilmente reclutado por las Luciérnagas, pero luego abandonó su causa y se lanzó solo. Mientras acampan en el bosque para pasar la noche, Joel le advierte a Ellie que no confíe en nadie que conozca. Al día siguiente, llegan a las ruinas de Kansas City, Misuri. La carretera está bloqueada, lo que les obliga a tomar un desvío hacia la ciudad. Ellie ve a un hombre pidiendo ayuda, pero Joel reconoce que se trata de una emboscada y pasa junto a él. Un ladrillo rompe la ventana del camión, una tira de clavos perfora los neumáticos y el camión se precipita hacia una lavandería automática.
Ellie se esconde mientras Joel mata a dos hombres con un rifle. Un tercero, Bryan, lo alcanza. Mientras Bryan estrangula a Joel, Ellie saca la pistola de su mochila y le dispara a Bryan en la espalda, paralizándolo de la cintura para abajo. Joel le confisca el arma y la envía lejos antes de apuñalar fatalmente a Bryan mientras él grita pidiendo misericordia. Joel y Ellie escapan mientras más bandidos, parte de un grupo que derrocó al gobierno y tomó el control de la ciudad, encuentran los cuerpos. Su líder, Kathleen Coghlan, es informada de los acontecimientos. Ella postula abiertamente que sus enemigos (incluido Henry Burrell, de quien cree que delató a su hermano para que lo ejecutaran) son responsables de contactar a los asesinos y ordena a sus seguidores que registren la ciudad. Mientras tanto, Joel le enseña a Ellie cómo sostener correctamente su arma y acepta dejarla llevarla.
El segundo al mando de Kathleen, Perry, le muestra una habitación vacía donde Henry había estado viviendo. El suelo del almacén del sótano se está derrumbando y algo se está moviendo bajo tierra. Perry insiste en que solucionen el problema, pero Kathleen le ordena que oculte la evidencia hasta que encuentren a Henry. Joel localiza un edificio alto donde pueden tener una buena vista del área circundante y encontrar una ruta de escape. Acostado a dormir en uno de los apartamentos, uno de los chistes de Ellie hace reír a Joel por primera vez.
Joel, despertado repentinamente por la voz de Ellie, encuentra a un hombre y a su hermano menor apuntándolos con una pistola.

## Producción

### Concepción y escritura

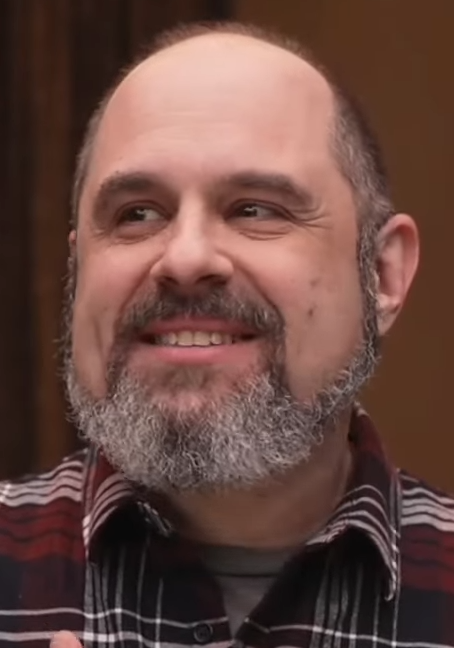
El episodio fue escrito por el cocreador de la serie Craig Mazin.

"Please Hold to My Hand" fue escrita por el cocreador de la serie The Last of Us, Craig Mazin, y dirigida por Jeremy Webb.   El Sindicato de Directores de Canadá reveló que Webb fue asignado para dirigir la serie en enero de 2022.  En el episodio, Kansas City reemplaza a Pittsburgh como se ve en el videojuego en el que se basa la serie. Mazin descubrió que los lugares de producción en Canadá imitaban más de cerca a Kansas City y sintió que Pittsburgh no era lo suficientemente importante para la historia como para justificar la dificultad de fabricarla. El cocreador Neil Druckmann, quien escribió y codirigió el videojuego, lo consideró un cambio superficial ya que los personajes son más importantes que la ubicación. Él y Mazin sintieron que la distancia adicional a Kansas City justificaba el ritmo de la historia y el desarrollo de los personajes.  A Mazin le gustó el uso del libro de chistes de Ellie en el juego y sintió que su inclusión en la serie permitió un desarrollo efectivo entre ella y Joel.  Mazin consideró que la decisión de Joel de permitir que Ellie usara un arma demostraba su confianza en ella, y lo consideró "el momento más padre-hija que han tenido". 

### Reparto y personajes
En agosto, se anunció la elección de Lamar Johnson y Keivonn Montreal Woodard como Henry y Sam junto con la confirmación de que Kansas City reemplazaría a Pittsburgh.   El casting de Jeffrey Pierce como Perry se anunció el 15 de julio; Pierce anteriormente interpretó a Tommy en los videojuegos.  Se acercó a Druckmann para ofrecerle su apoyo para la serie y "tuvo suerte de que surgiera algo que encajara";  audicionó para un papel diferente tres veces, pero Mazin y Druckmann sintieron que su actuación fue increíble "como víctima", y finalmente le ofrecieron el papel de Perry aproximadamente una semana después.  Perry es un personaje original de la serie que, según Pierce, "tiene enormes implicaciones en las cosas" que ocurrieron en el juego.  El guion lo describía como un exmiembro militar.
La elección de Melanie Lynskey como Kathleen se anunció junto con un tráiler de la serie en septiembre de 2022. Kathleen es un personaje original  creado por Mazin como líder de un grupo de cazadores que aparecieron en el juego.  Druckmann descubrió que los siguientes personajes antagónicos hacían la historia más interesante, permitiendo comprender y justificar sus acciones, en lugar de ser vistos como "obstáculos" como en el juego. Mazin comparó a Kathleen con Madame Defarge de Historia de dos ciudades (1859) de Charles Dickens: una revolucionaria que se vuelve terrorista debido a circunstancias crueles, lo que permite que el público sienta empatía.
Mazin, que era amigo de Lynskey, se puso en contacto con ella para hablarle del papel y describió al personaje como "un criminal de guerra".  Al principio dudó hasta que Mazin le ofreció más información sobre el personaje, describiéndola como alguien que se vio obligada a asumir un papel después de la muerte de su hermano, que "era básicamente Jesús".  Ella podía identificarse con las motivaciones del personaje debido a su relación con sus cuatro hermanos.  Mazin y Druckmann sintieron que su elección fue inusual ya que tiene una "dulzura" que entra en conflicto con la posición de Kathleen en el episodio, una decisión intencional para intrigar a la audiencia; Lynskey quería interpretar al personaje como "de voz suave y delicado" para yuxtaponerlo con su violencia.  Ella sentía que Kathleen probablemente era menos intensa antes de la muerte de su hermano, pero se vio obligada a endurecerse debido a sus circunstancias.  En respuesta a un comentario de Adrianne Curry que decía que el "cuerpo de Kathleen dice vida de lujo... no una post apocolyptic [sic]  señor de la guerra", Lynskey escribió que el personaje debía ser inteligente en lugar de musculoso.  Más tarde agregó que quería retratar al personaje como "femenino, de voz suave y con todas las cosas que nos han dicho que son 'débiles', señalando que esperaba subvertir las expectativas. 

### Música

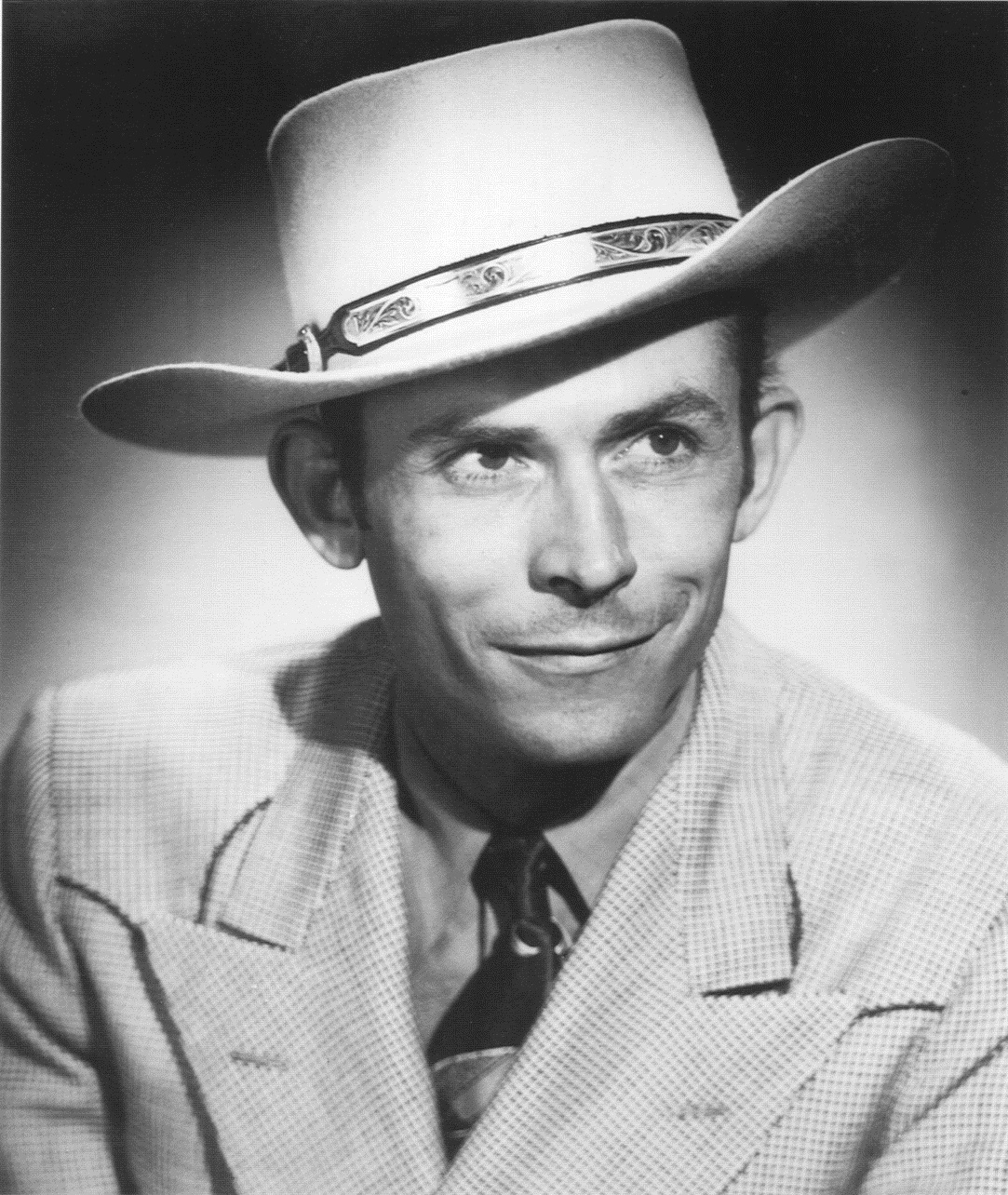
El título del episodio hace referencia a la letra de "Alone and Forsaken" de Hank Williams, que se reproduce durante el episodio y en el videojuego.

El título del episodio hace referencia a la letra de "Alone and Forsaken" de Hank Williams, que Joel y Ellie ponen en la radio. La canción fue utilizada durante la misma escena en el videojuego, así como en uno de los tráileres de la serie.  Daniel Falconer de GameRevolution reconoció que la letra representaba las promesas de Ellie a Joel y presagiaba su aparente inmadurez.  Los créditos utilizan la versión de Lotte Kestner de "True Faith",  que a su vez fue versionada por Ashley Johnson en el personaje de Ellie en un tráiler de 2020 de The Last of Us Part II.  Madeline Carpou de The Mary Sue sintió que su inclusión reflejaba el arco del personaje de Ellie: sus acciones en el episodio la encaminaron hacia los eventos de la Parte II.  Después de su uso en el episodio, "True Faith" y "Alone and Forsaken" ocuparon el sexto y séptimo lugar, respectivamente, en la lista Top TV Songs de Billboard de febrero.

### Rodaje
Eben Bolter trabajó como director de fotografía del episodio.  Algunas de las primeras escenas se filmaron en el viaducto de Lethbridge. Para la escena de Ellie probando su arma en el espejo, se añadió un agujero en el techo con luz solar natural; Bolter quería que iluminara a Ellie "sin ser demasiado perfecto".  Se utilizó Calgary para recrear Kansas City en el episodio. La escena en la que Joel y Ellie se esconden de los cazadores se filmó en un antiguo bar de Calgary, aunque la ubicación cambió varias veces antes de la filmación. Fue una de las pocas veces que se filmó un interior de la serie en una locación en lugar de en un estudio de sonido; el equipo de producción quería las imágenes de camiones pasando, lo cual les resultó difícil de imitar en un estudio de sonido. Las paredes estaban coloreadas de un rojo "vivo" enfatizado por vidrieras cerca del techo.  Bolter pidió que se colocaran periódicos en las ventanas para crear una luz difusa y suave y hacer que la escena pareciera más íntima y segura.  Se tomaron fotografías adicionales el 4 de octubre cerca de Worlds of Fun en Kansas City, Misuri, y en la carretera interestatal 435 en Kansas City, Kansas. 

## Recepción

### Transmisión y audiencia
El episodio se emitió en HBO el 5 de febrero de 2023.  El episodio tuvo 7,5 millones de espectadores en Estados Unidos en su primera noche, incluyendo espectadores lineales y transmisiones en HBO Max, un aumento del 17 por ciento con respecto a la semana anterior y del 60 por ciento con respecto al estreno.  En televisión lineal, tuvo 991.000 espectadores en su primera noche, con un 0,26 de cuota de pantalla.

### Respuesta crítica
En el agregador de reseñas Rotten Tomatoes, "Please Hold to My Hand" tiene un índice de aprobación del 100 por ciento basado en 33 reseñas, con una calificación promedio de 7.7/10. El consenso crítico del sitio web calificó el episodio como "un capítulo conciso que prioriza la introducción sobre el desenlace", pero "una experiencia absorbente de todos modos gracias a la química incipiente entre Joel y Ellie".
La actuación de Lynskey recibió elogios.  Bernard Boo, de Den of Geek escribió que "hace un trabajo fantástico al mostrarse formidable y cruel, mientras deja que la humanidad de su personaje se filtre lo suficiente". Darren Mooney, de The Escapist, elogió su yuxtaposición de un "arquetipo doméstico con algo más primario y violento debajo de él".  Bradley Russell de Total Film sintió que la actuación de Lynskey carecía de la intimidación necesaria,  y David Cote de The AV Club la consideró "una elección contraria a la intuición" para el papel, y agregó que está "esperando a que lo convenzan".  Las actuaciones de Pedro Pascal y Bella Ramsey como Joel y Ellie fueron elogiadas;    Boo de Den of Geek elogió sus matices en los momentos más tranquilos.  A Cote, de AV Club, le gustó la calidez y el humor de Pascal, particularmente en las escenas en las que le da clases a Ellie,  y Aaron Bayne, de Push Square sintió que la actuación de Ramsey conquistaría a los espectadores que dudaban de su elección, elogiando su representación tanto del trauma como del humor.  Gene Park, de Washington Post, escribió de manera similar que el episodio fue "el momento de que Ramsey ejercitara esos músculos" del humor. 
Bayne, de Push Square, descubrió que el ritmo combinaba eficazmente los momentos de los personajes y las secuencias de acción y, como resultado, quería que el episodio fuera más largo.  Steve Greene de IndieWire elogió a Mazin y Druckmann por mostrar los éxitos silenciosos del viaje de Joel y Ellie junto con los reveses.  A Simon Cardy de IGN le gustaron los momentos humorísticos entre Joel y Ellie, aunque señaló que el episodio fue en general más débil, ya que su objetivo principal es preparar el terreno para el siguiente.  Russell, de Total Film, consideró que los momentos de los personajes aportaban "la dosis justa de ligereza". Boo de Den of Geek consideró que Kathleen y su grupo eran menos interesantes que Bill y Frank del episodio anterior, pero reconoció que sus historias seguían sin terminar.  Alan Sepinwall de Rolling Stone, escribió que la estructura narrativa que, si bien fue menos interesante que la semana anterior, era necesaria considerando los eventos del episodio siguiente. 
Cardy de IGN comparó la cinematografía durante la secuencia de la emboscada con el trabajo de Emmanuel Lubezki en Children of Men (2006), calificándola de demostrativa de "la elegancia exhibida en cada aspecto de la producción del programa". Elogió el uso de movimientos de cámara en mano y primeros planos para seguir los movimientos de Joel y Ellie.  Bayne de Push Square elogió la dirección de Webb por centrarse en los momentos más tranquilos,  y Mooney de The Escapist aplaudió su decisión de mantener la cámara en Ellie y Kathleen cuando disparan sus armas.  Noel Murray, de New York Times, elogió el diseño de producción de John Paino, "desde las gasolineras destrozadas hasta las calles de Kansas City llenas de escombros". 